# 港圖灣
港圖灣（英語：Bayview），位於香港九龍土瓜灣旭日街9號，是嘉里集團為發展商所興建的單幢式豪宅。樓盤毗鄰海心公園及港鐵土瓜灣站(A出口)，樓高43層，共提供175個單位。樓盤於2012年10月落成，2013年9月起入伙。

## 設計

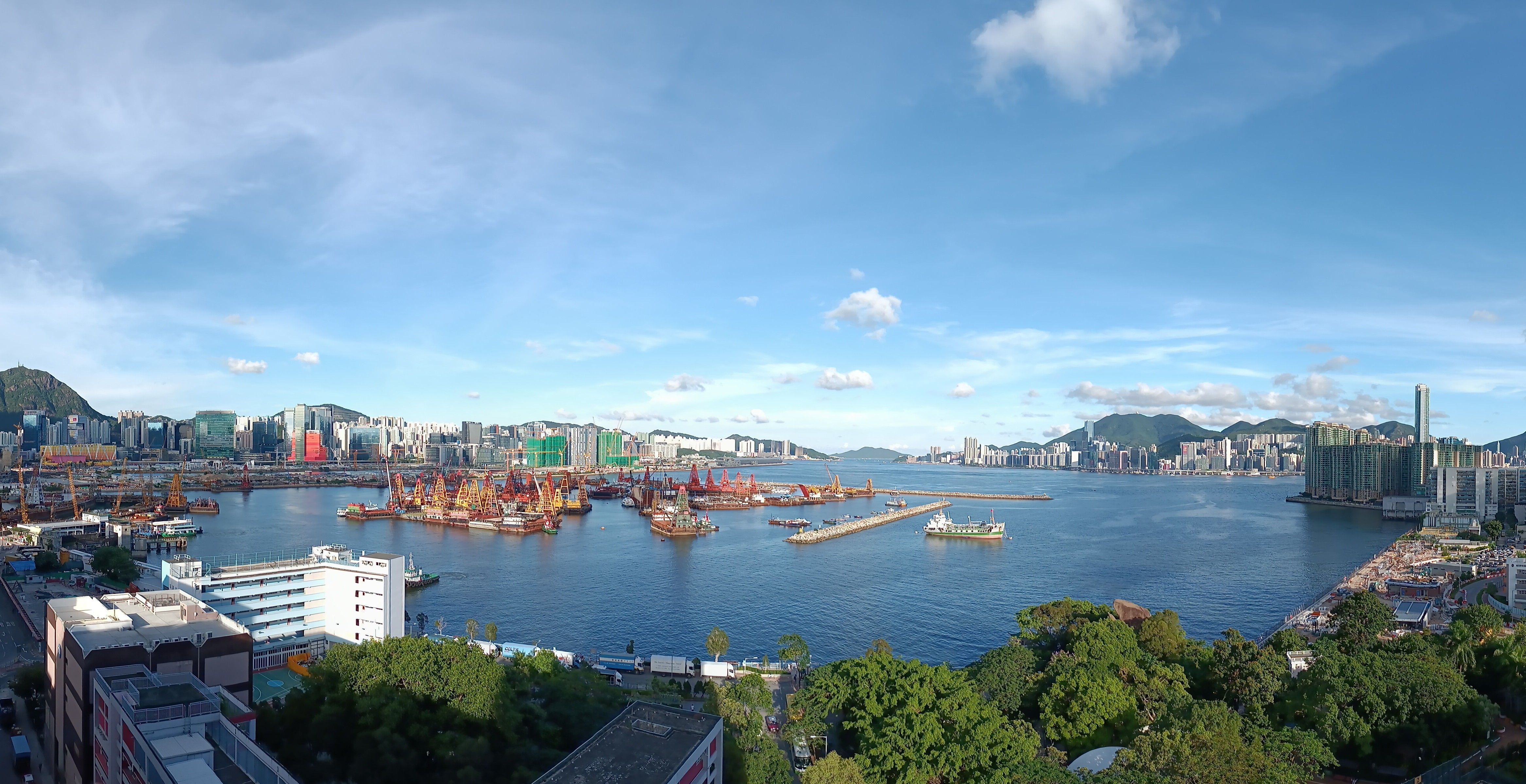
港圖灣中層海景(2022年)

項目的原址是1960年代完成的填海地，前身是永南大廈。項目初期的示範單位及售樓處位於企業廣場五期（MegaBox）12樓，到2013年6月以現樓樓花出售，是一手住宅物業銷售條例成立下第一個出售的樓盤。項目首推50伙平均呎價為15,122元，加推30伙實用平均呎價為16,302元。
項目外觀設計以海洋為主題，故外形上採用流動波浪線型設計，比喻彎彎漣漪，與前臨維港景緻互相融洽、互相襯托。項目底部基座高度28.7米，內置住客大堂、停車場、商舖及會所。項目標準單位實用面積508至890平方呎，主打2房及3房，部分設有士多房及套房連儲物室。另外，項目亦有6樓連平台、47樓特色戶，以及頂層連天台特色戶，實用面積487至1,340平方呎。
由於項目前方為海心公園，景雲街遊樂場及獻主會小學，項目座向東南的單位可享開揚永久海景：土瓜灣避風塘、維多利亞港海景、啟德發展區及啟德郵輪碼頭，並直望鯉魚門海峽及東龍洲。
項目座向座向西北的單位望九龍市區樓景及遠眺獅子山翠綠山巒。

## 會所
住客會所設於3樓、5樓及32樓，佔地逾14,600平方呎，除設有上蓋半室内游泳池、燒烤庭園、健身室、兒童遊樂場等設施外，亦有蒸氣浴場、桑拿浴室、按摩池、空中花園(32樓)等設施。
2013年，標準單位每月物業管理費(以實用面積計)每平方呎約4.0元。2022年，標準單位每月物業管理費(以實用面積計)每平方呎約4.8元。

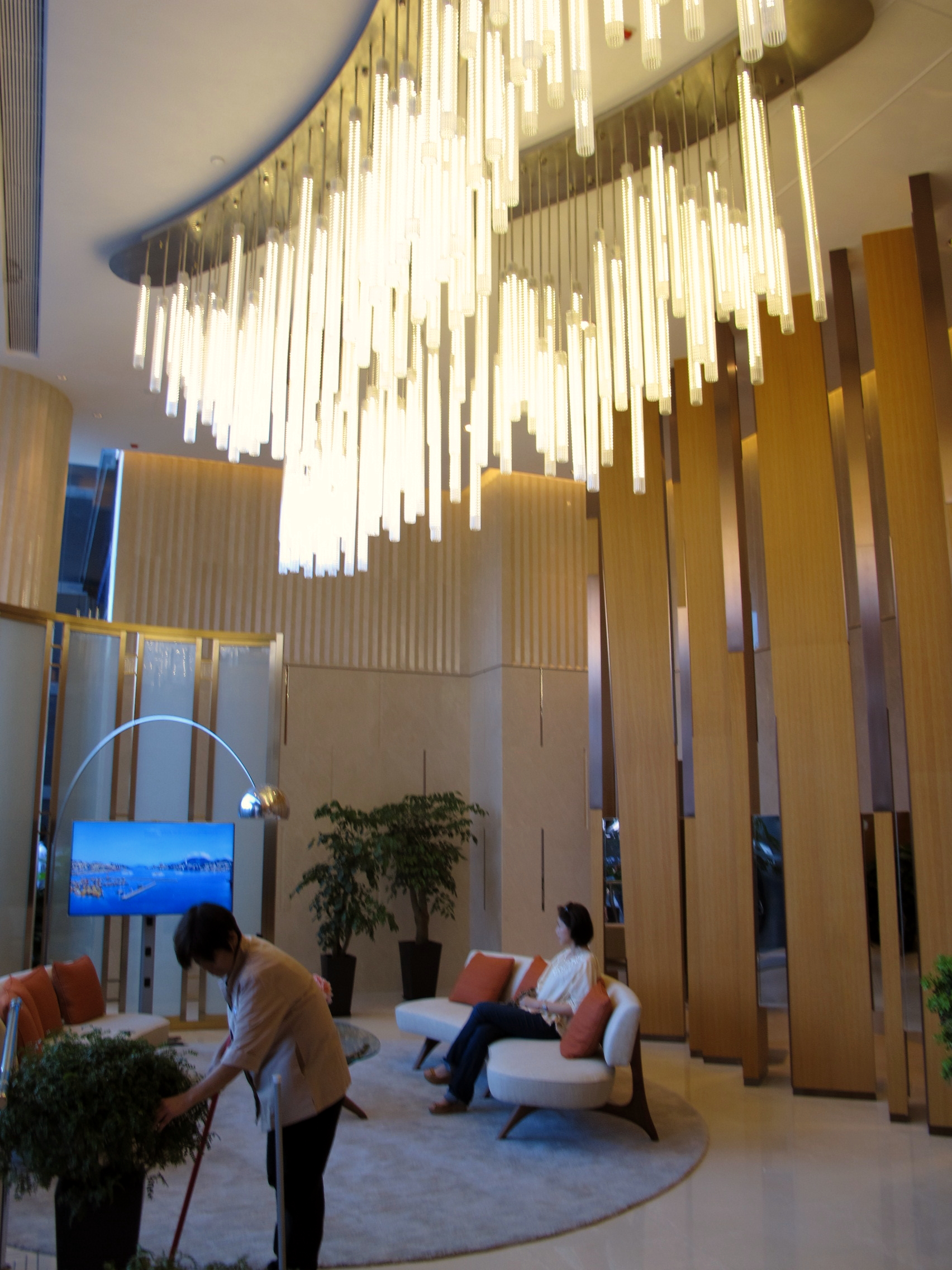
入口大堂
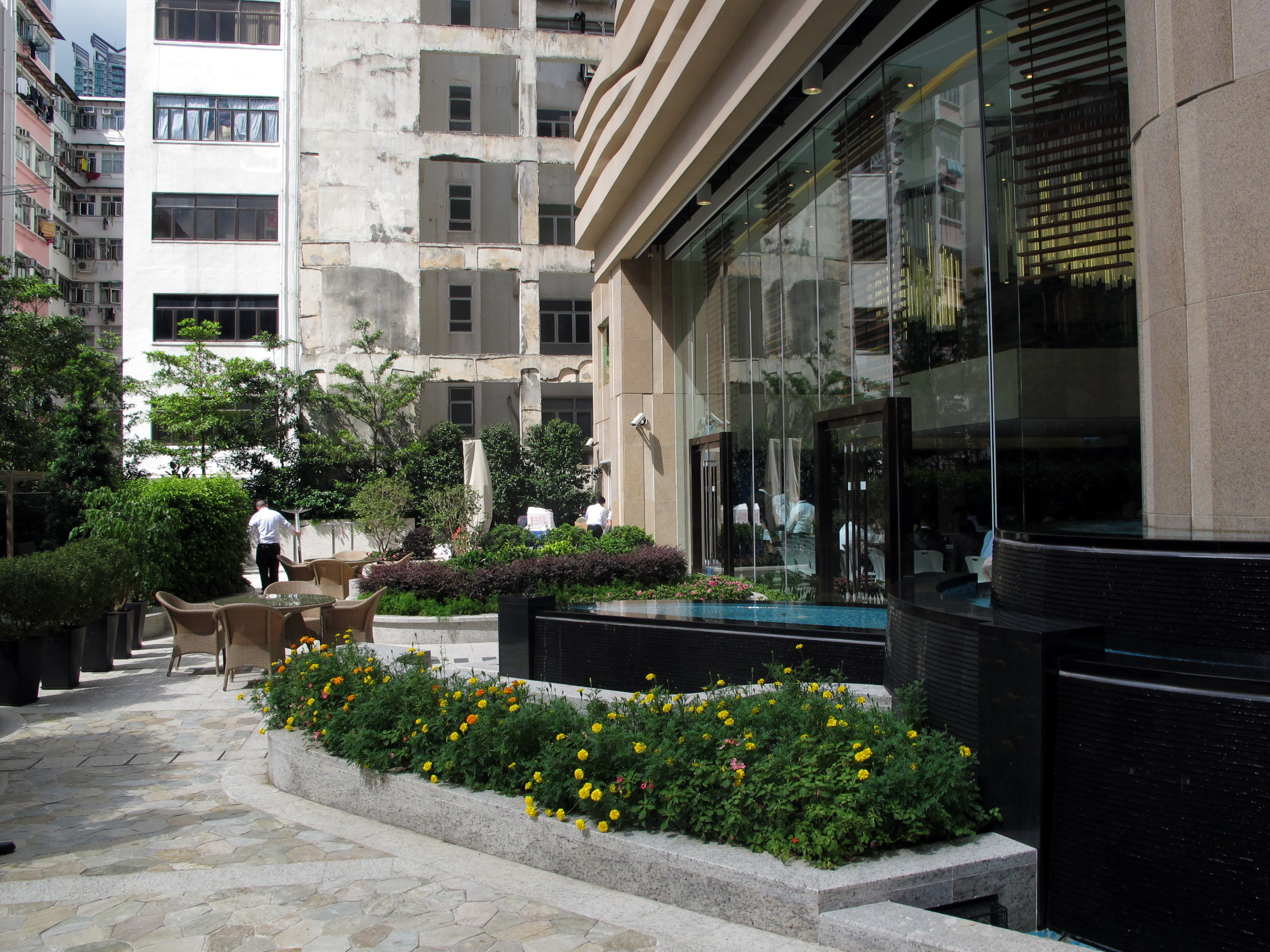
平台花園
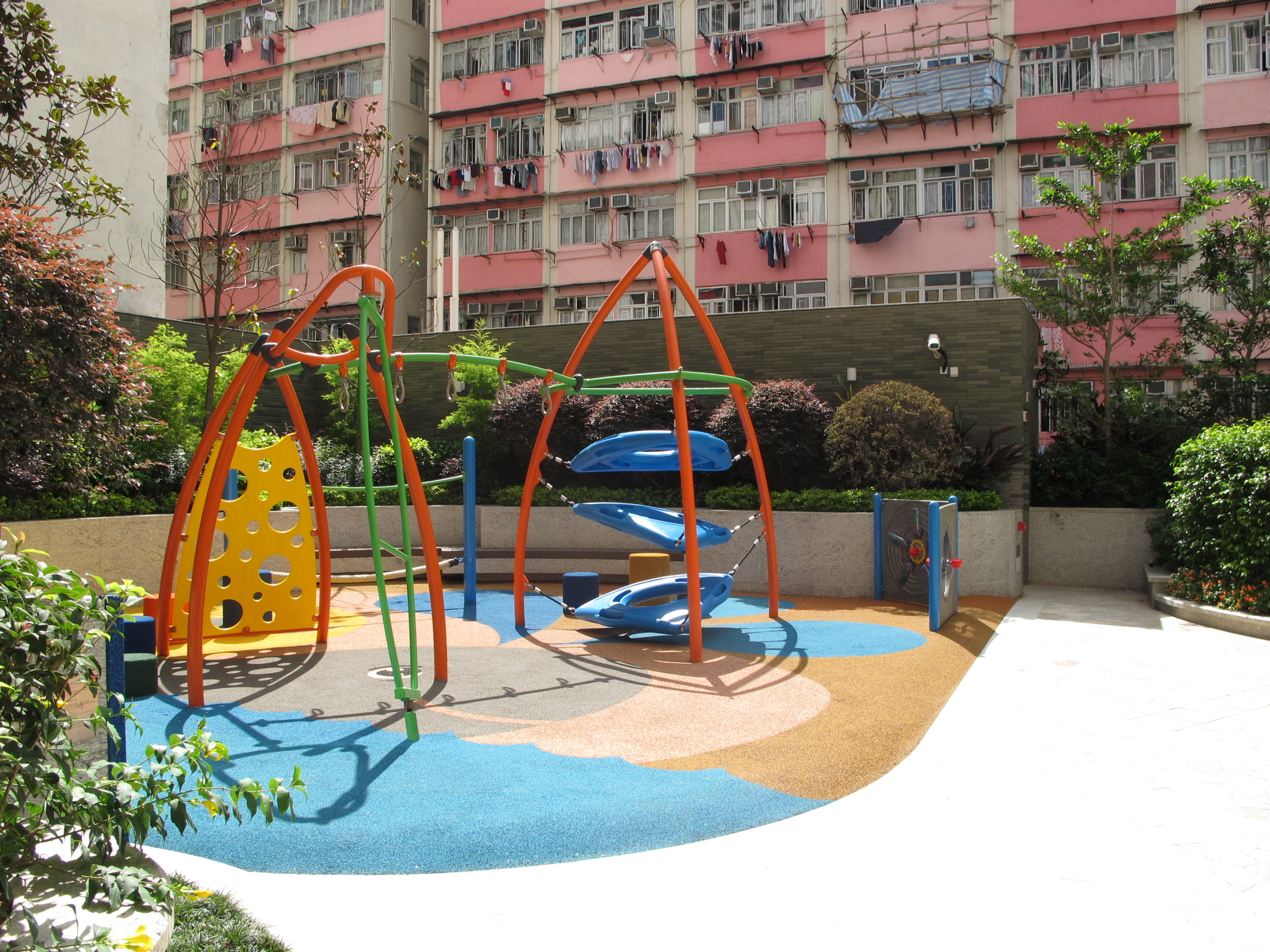
平台花園兒童遊樂場
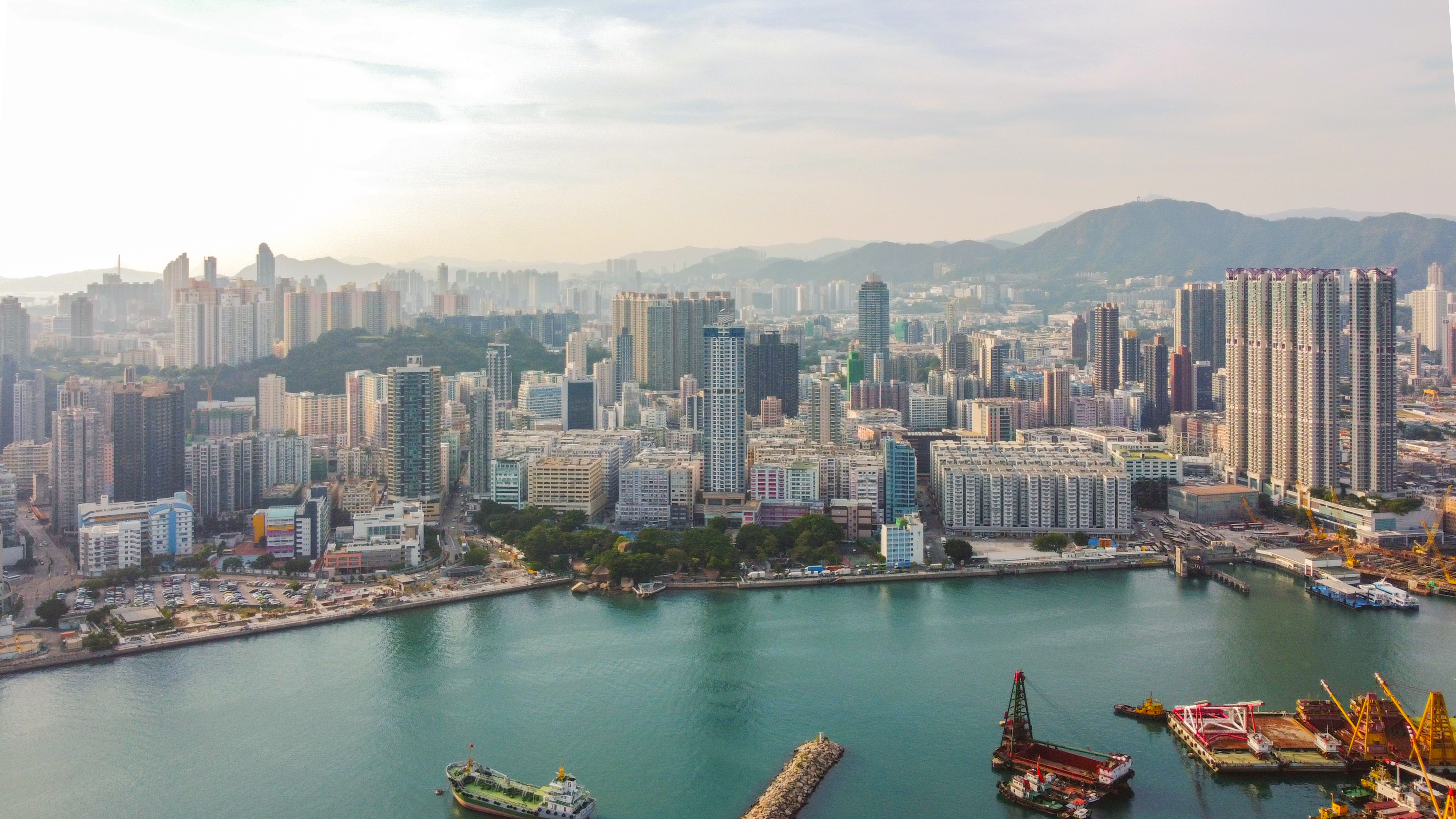
港圖灣位於土瓜灣正中位置

## 商舖
港圖灣商鋪目前租客，為九龍樂善堂營運之九龍城地區康健站。 

## 物業管理
港圖灣自2013年9月入伙，一直由嘉里物業管理。
2017年7月，港圖灣成立第一屆業主委員會。
2022年10月，港圖灣第六屆業主委員會提出，港圖灣十年願景為“成爲全港知名，擁有五星級清潔及管理質素，可持續發展之九龍區地標住宅”。
2022年12月，港圖灣獲得由香港設施管理學會(HKIFM)頒發之「卓越設施管理獎2022」 (小型住宅)。  

## 校網
物業位於九龍城區，小學校網屬「四大名校網」之一的34校網。小學校網(34)名校包括:
- 協恩中學附屬小學
- 聖羅撒學校 （页面存档备份，存于）
- 保良局何壽南小學
- 陳瑞祺（喇沙）小學

中學校網屬九龍城區，區內有喇沙書院、協恩中學及拔萃男書院等傳統名校，一向為家長們的熱選之地。

## 交通

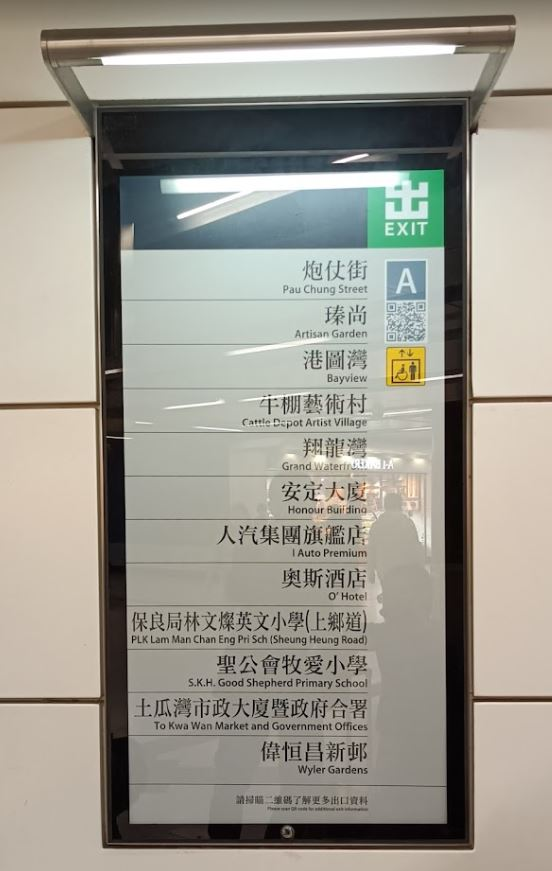
港鐵土瓜灣站 (A出口)

港圖灣交通便捷，距離港鐵土瓜灣站A出口約550米，步行需時約6至7分鐘。

## 鄰近

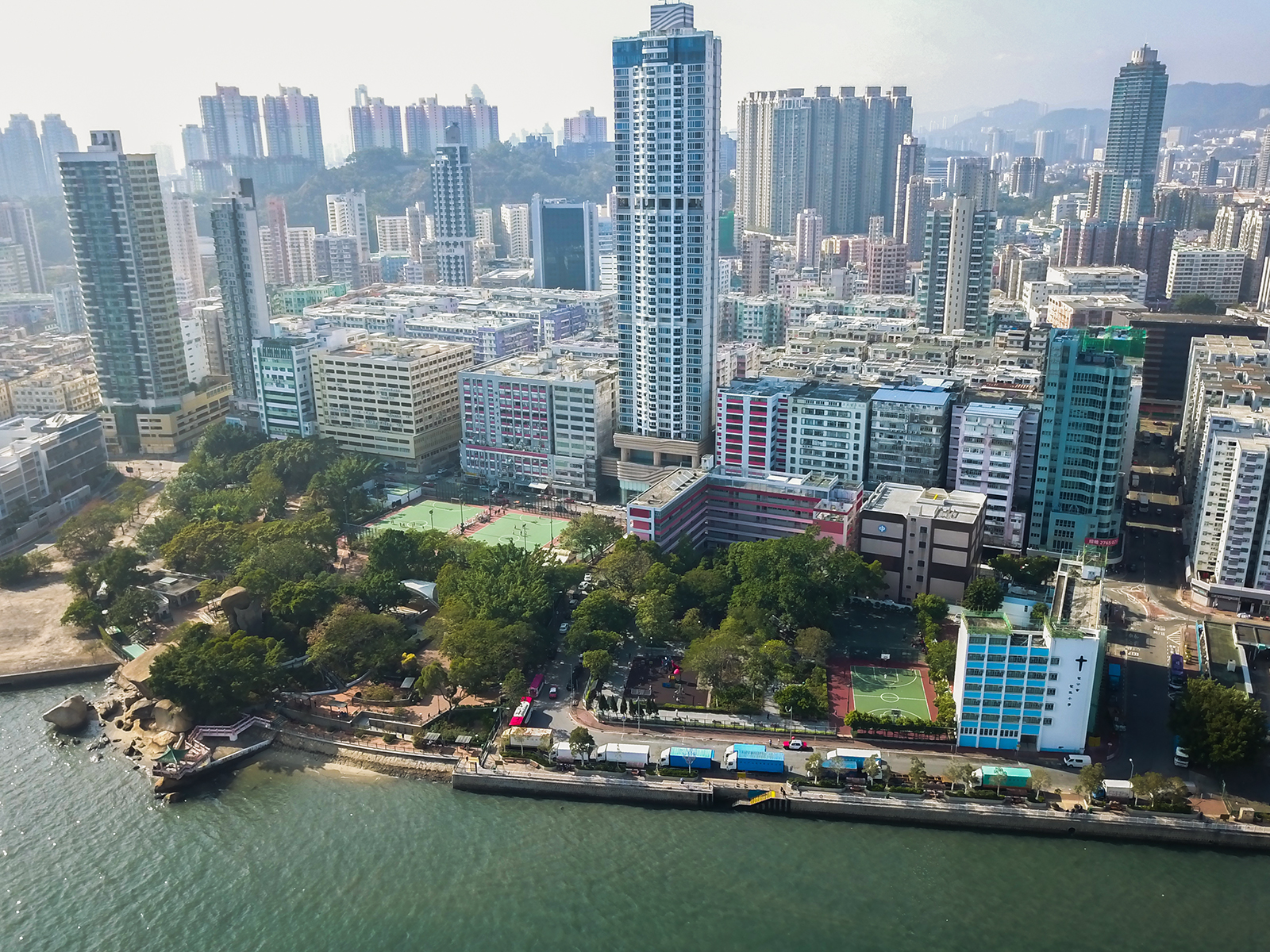
港圖灣, 海心公園及景雲街遊樂場

物業前方正對海心公園及景雲街遊樂場，以及土瓜灣海濱長廊。
同時由於物業處於工廠區，土瓜灣驗車中心亦位於附近之朗月街，因此出入市區無可避免要穿梭落山道及旭日街之工廠大廈及車房之間。而土瓜灣驗車中心已於2022年1月遷往青衣西草灣路18號的運輸署車輛檢驗綜合大樓 。
- 海心公園
- 景雲街遊樂場
- 土瓜灣海濱長廊 （页面存档备份，存于）
- 土瓜灣街市
- 土瓜灣體育館
- 土瓜灣道
- 翔龍灣
- 偉恆昌新邨
- 牛棚藝術村

## 事故單位
2015年9月23日，上午8時許，一名13歲少年從港圖灣45樓墮下，跌在大廈平台上重傷昏迷，其父發現大驚報警。警方與消防員到場，發覺男童跌落大廈平台一處天井位置，需由後樓梯破氣窗出天井將男童救出，惟被救護員證實當場死亡。

## 外部連結
- 官方网站
- 經濟日報-地產站-新盤專頁-港圖灣 （页面存档备份，存于）